# Sammi Hanratty

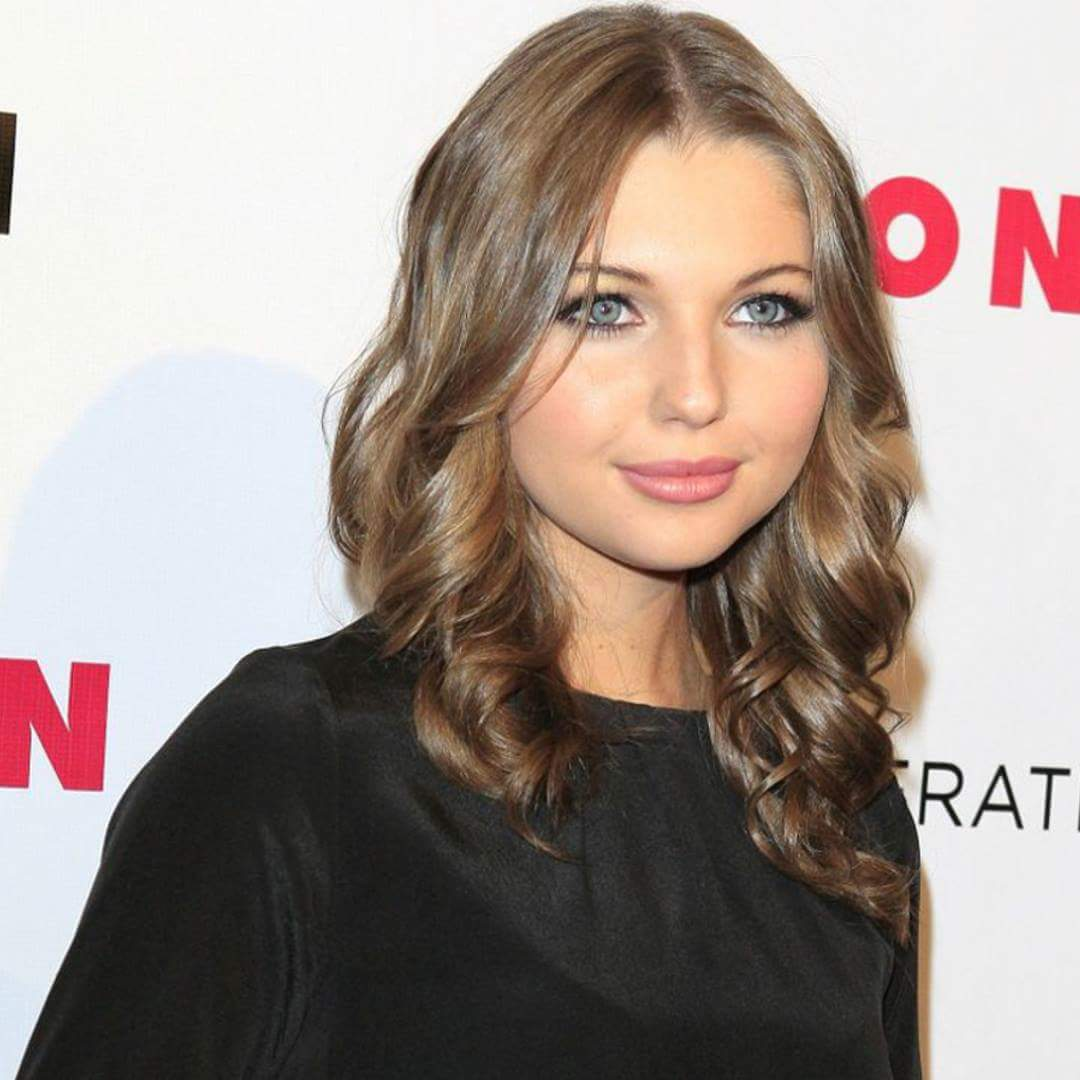
Sammi Hanratty, 2015

Sammi Hanratty (eigentlich Samantha Hanratty; * 20. September 1995 in Scottsdale, Arizona) ist eine US-amerikanische Schauspielerin.

## Werdegang
Bevor sie mit dem Schauspielern anfing, machte sie Werbung für verschiedene Unternehmen, darunter McDonald’s und Pringles. 
In Deutschland ist sie vor allem für ihre Rolle in der Serie Pushing Daisies bekannt. Zusammen mit ihrer Schwester Danielle spielte sie von 2006 bis 2008 in der Serie The Unit – Eine Frage der Ehre mit. Hervorzuheben ist ebenfalls ihre besondere Darbietung in der Serie Salem, in der sie die Rolle der jungen Puritanierin Dollie Trask mimte.

## Privatleben
Hanratty ist die jüngste Tochter von fünf Mädchen der Hanratty-Familie und sie ist die Schwester der Schauspielerin Danielle Hanratty. 

## Filmografie (Auswahl)
- 2005: Charmed – Zauberhafte Hexen (Charmed, Fernsehserie, Episode 7x18)
- 2005: Drake & Josh (Fernsehserie, Episode 3x09)
- 2005: Dr. House (House, Fernsehserie, Episode 2x08)
- 2006: Über Nacht Familienvorstand (Hello Sister, Goodbye Life, Fernsehfilm)
- 2006: CSI: NY (Fernsehserie, Episode 2x15)
- 2006: Cold Case – Kein Opfer ist je vergessen (Cold Case, Fernsehserie, Episode 3x19)
- 2006: Desperation
- 2006: Raven blickt durch (That’s So Raven, Fernsehserie, Episode 4x18)
- 2006: Santa Clause 3 – Eine frostige Bescherung (The Santa Clause 3: The Escape Clause)
- 2006–2007: Hotel Zack & Cody (The Suite Life of Zack and Cody, Fernsehserie, 6 Episoden)
- 2006–2009: The Unit – Eine Frage der Ehre (The Unit, Fernsehserie, 10 Episoden)
- 2007: Boogeyman 2 – Wenn die Nacht Dein Feind wird (Boogeyman 2)
- 2007–2008 Pushing Daisies (Fernsehserie, 6 Episoden)
- 2008: Hero Wanted – Helden brauchen kein Gesetz (Hero Wanted)
- 2008: iCarly (Fernsehserie, Episode 1x23)
- 2009: An American Girl: Chrissa Stands Strong
- 2009: The Amazing Mrs. Novak (Fernsehfilm)
- 2009: Disneys Eine Weihnachtsgeschichte
- 2010: Jack im Reich der Riesen (Jack and the Beanstalk)
- 2011: The Greening Of Whitney Brown
- 2012: Bedingungslos geliebt (Amazing Love)
- 2013: Monday Mornings (Fernsehserie, Episode 1x04)
- 2013: Das verschollene Medaillon – Die Abenteuer von Billy Stone (The Lost Medallion: The Adventures of Billy Stone)
- 2013: Shake It Up – Tanzen ist alles (Shake It Up, Fernsehserie, Episode 3x18)
- 2013: Mad Men (Fernsehserie, Episode 6x12)
- 2013: Rizzoli & Isles (Fernsehserie, Episode 4x07)
- 2014–2015: Salem (Fernsehserie, 12 Episoden)
- 2015: 2 Broke Girls (Fernsehserie, Episode 4x12)
- 2015: Seeds of Yesterday (Fernsehfilm)
- 2017: Bad Kids of Crestview Academy
- 2017: Vampire Diaries (The Vampire Diaries, Fernsehserie, Episoden 8x08–8x10)
- 2017: The Saint (Fernsehfilm)
- 2017–2018: Shameless (Fernsehserie, 6 Episoden)
- 2018: The Middle of X
- 2018: Navy CIS (NCIS, Fernsehserie, Episode 16x10)
- 2019: Skin in the Game
- 2019: Daybreak (Fernsehserie, Episode 1x06)
- 2019: Timeline (Fernsehserie, 8 Episoden)
- 2019: Grand Hotel (Fernsehserie, Episode 1x07)
- 2021: Another Girl
- seit 2021: Yellowjackets (Fernsehserie)
- 2024: Brilliant Minds (Fernsehserie, Episode 1x04)

## Auszeichnungen
Hanratty war bisher dreimal für den Young Artist Award nominiert, darunter zweimal im Jahr 2007 für Hello Sister, Goodbye Life sowie The Suite Life of Zack & Cody und 2008 abermals für The Suite Life of Zack & Cody.